# Phoxocephalus
Phoxocephalus är ett släkte av kräftdjur som beskrevs av Stebbing 1888. Phoxocephalus ingår i familjen Phoxocephalidae.
Kladogram enligt Catalogue of Life och Dyntaxa:
| Phoxocephalus | \| \| Phoxocephalus holbolli \| \| \| \| \| \| Phoxocephalus homilis \| \| \| \| |
|               | \| \| Phoxocephalus holbolli \| \| \| \| \| \| Phoxocephalus homilis \| \| \| \| |
|               | Phoxocephalus holbolli                                                           |
|               |                                                                                  |
|               | Phoxocephalus homilis                                                            |
|               |                                                                                  |